# Gérard Soler
Gérard Soler (Oujda,  Marokkó, 1954. március 29. –) válogatott francia labdarúgó, csatár, edző.

## Pályafutása

### Klubcsapatban
Az AS Poissy korosztályos csapatában kezdte a labdarúgást. 1972 és 1978 között a Sochaux, 1978-79-ben az AS Monaco, 1979 és 1982 között a Bordeaux, 1982 és 1984 között a Toulouse labdarúgója volt. 1984 és 1988 között idényenként vagy még sűrűbben váltott klubot. Ebben az időszakban játszott az RC Strasbourg, a Bastia, a Lille OSC, a Stade Rennais és az US Orléans csapataiban. 1988-ban vonult vissza az aktív labdarúgástól.

### A válogatottban
1974 és 1983 között 16 alkalommal szerepelt a francia válogatottban és négy gólt szerzett. Részt vett az 1982-es spanyolországi világbajnokságon.

### Edzőként
2000-ben a Saint-Étienne vezetőedzője volt.

## Sikerei, díjai
Franciaország
- Világbajnokság
  - 4.: 1982, Spanyolország